# 第4施設大隊
第4施設大隊（だいよんしせつだいたい、英:JGSDF 4th Engineer Battalion(Combat)）は、陸上自衛隊大村駐屯地（長崎県大村市）に駐屯する第4師団隷下の施設科部隊である。

## 概要
第4師団隷下部隊に対する施設作業を担任する。大隊本部、本部管理中隊、3個施設中隊で編成され、第4施設大隊長は、2等陸佐が充てられ第4師団司令部の施設課長を兼務している。

## 沿革
第4管区隊第4施設大隊
- 1951年（昭和26年）5月1日：警察予備隊第4管区隊第4施設大隊が鹿屋駐屯地において編成完結。
- 1952年（昭和27年）7月7日：第4施設大隊が鹿屋駐屯地から竹松駐屯地に移駐。

第4師団第4施設大隊
- 1962年（昭和37年）8月15日：第4管区隊の第4師団への改編に伴い、第4施設大隊が編成完結。
- 1974年（昭和49年）3月26日：第4施設大隊が竹松駐屯地から大村駐屯地に移駐。
- 2003年（平成15年）3月27日：後方支援体制変換に伴い、整備部門を第4後方支援連隊第1整備大隊施設整備隊へ移管。

- 2013年（平成25年）3月26日：第4施設中隊を廃止。
- 2018年（平成30年）3月27日：当部隊の一部と第5施設団、第8施設大隊の1個中隊により水陸機動団施設中隊を編成。

## 部隊編成
- 第4施設大隊本部
- 本部管理中隊「4施-本」
  - 中隊本部
  - 交通小隊
  - 渡河小隊
  - 通信小隊
  - 衛生小隊
  - 偵察班
- 第1施設中隊「4施-1」
- 第2施設中隊「4施-2」
- 第3施設中隊「4施-3」

## 整備支援部隊
- 第4後方支援連隊第1整備大隊施設整備隊「4後支-1-施」（大村駐屯地）：2003年（平成15年）3月27日から

## 主要装備
- 92式地雷原処理車
- 70式地雷原爆破装置
- 89式地雷原探知機セット
- 75式ドーザ
- 中型ドーザ
- 大型ドーザ
- グレーダ
- 掩体掘削機
- 資材運搬車
- バケットローダ
- トラッククレーン
- 軽徒橋
- パネル橋
- 70式自走浮橋
- 07式機動支援橋
- 73式小型トラック / 1/2tトラック
- 73式中型トラック / 1 1/2tトラック
- 73式大型トラック / 3 1/2tトラック
- 74式特大型トラック / 7tトラック
- 89式5.56mm小銃
- 5.56mm機関銃MINIMI
- 12.7mm重機関銃M2
- 84mm無反動砲
- 110mm個人携帯対戦車弾